# 镜子超人
镜子超人（Mirāman）  (香港改稱「電光科學人」) 是圓谷製作公司所製作的特攝電視劇，于1971年12月5日到1972年11月26日在富士電視台播放，共51話。

## 概要
这是圓谷製作首个奥特曼系列以外的超人作品。以金城哲夫將自己執筆所寫作為禮物贈送給圓谷的原案為基礎，後在田口成光和滿田斉等人手下發展成正式的節目案企劃書。小學館亦以此為基本，在發行的兒童雜誌中連載相關的漫畫，並同時在東京12頻道等宣傳此節目。在經歷過這些後，節目提案曾一度通過旭通廣告公司之手，在讀賣電視台作為『巨人之星』的後繼節目於每週六19:00-19:30播出，但最終還是沒有實現。
类似于超人七號，镜子超人是一个比同类电视剧更为阴暗的科幻剧。作品風格受到約翰·考克托導演的電影『奧路菲』，傑克·芬尼的小說『人體入侵者』，還有美國的電視連續劇『入侵者』的影響。但在第26話開始，電視台因對節目的強化策略討論，而强制对镜子超人的主題进行重大改变，导致後半主題内容成为一个当代典型的超人动作片。

## 故事大綱
1980年代，世界各地相繼發生怪異的事件。宇宙物理學的國際權威御手洗博士，除了警告有危機迫近外，還在自家的地底建立了研究所，並成立以現代科學精英組成的調查組織，SGM（Science Guard Members）。
這時，新聞攝影師鏡京太郎。意外發現自己為二次元人父亲与地球人母亲的混血兒，最終利用镜子变身为「镜子超人」与怪兽斗争。

## 角色介紹

### 鏡子超人
| 角色           | 演員     | 配音           | 介紹 |
| 鏡京太郎 （ ） | 石田信之 | 源家祥（香港） | 本作主角，鏡子超人的變身者，23歲。 是一位摄影爱好者，平時在毎朝新聞擔當攝影師的工作，小時候被母親寄託在御手洗博士家中。在一次無意中拍摄到奇怪的影子，後則被被證實是侵略者的前锋「因貝達人」，同時也是殺害镜太郎父親凶手的同伙。 之後，京太郎在家中聽見了死去父親的声音，並間接得知自己不是純種人類的事實，而是二次元人和三次元人所生下的混血兒，最終對抗兇惡的因貝達人軍團，而成功變身成鏡子超人，與邪恶的侵略者戰鬥。 第27話加入了SGM擔任特別隊員，並寄宿在大川家。在大結局為了重振父親的故鄉——被侵略者入侵而毀滅的二維世界，在消滅了最強怪獸泰特王后之後，則在夕陽下和朝子及SGM的隊員們告別，並離開了地球前往了二維世界。 |

### SGM
御手洗朝子（澤井孝子 飾）
本作女主角，國際天體物理學權威御手洗憲一的女兒，17歲。
是京太郎的青梅竹馬，隨著劇情發展成為了情人的關係，從第27話開始，成為了SGM的準隊員。
第50話得知京太郎為鏡子超人的身份，在大結局於落日下的最後一幕與京太郎接吻後，與眾SGM隊員們目送京太郎離開地球。

村上浩（和崎俊哉 飾）
SGM隊長，元警視廳捜査一課的刑事，38歳
具有很強的領導能力，在第50話被因貝達附體，後被鏡子超人解救，在大結局最後一幕的落日下目送京太郎離開地球。
後來在續作《巨人力霸王》中作為代理的PAT隊長登場，對隊員們非常嚴格。

藤本武（工藤堅太郎 飾）
SGM副隊長，28歲，畢業於某理科大學，在隊伍中擔當著村上隊長的左右臂。
曾在第34話因為誤打鏡子超人而自己悔恨不已，導致在第35話想和怪獸一同犧牲，最後則被鏡子超人救下
第50話被因貝達人附體，後被鏡子超人解救，在大結局最後一幕的落日下目送京太郎離開地球。

安田秀彦（杉山元 飾）
SGM隊員，負責擅長電腦技術和數據分析的男子。22歲
第50話被因貝達人附附體，後被鏡子超人解救，在大結局最後一幕的落日下目送京太郎離開地球。
後來在續作《巨人力霸王》中作為PAT隊員登場。

野村由起（市地洋子 飾）
兼任御手洗博士秘書的女隊員，23歲。
第40話曾被因貝達人設計的陷阱所帶走，後來被救出，在大結局最後一幕的落日下目送京太郎離開地球。
後來在續作《巨人力霸王》中作為PAT隊員登場。

御手洗健一（宇佐美淳 飾）
國際宇宙物理学的權威，及國際地球防衛會議日本代表，SGM的創辦人，60歲。
朝子的父親，同時也是鏡京太郎的養父，過去曾和京太郎的父母為摯友，因此知情鏡京太郎為鏡子超人的身份。
察覺到入侵者因貝達人的入侵，以為自身特殊身份為由，在自己家的地下室建造了SGM總部，並在緊急情況下秘密建造龐大的及其機庫。
在大結局最後一幕的落日下目送京太郎離開地球。

### 普通人
鏡優子（上月左知子 飾）
僅於第8話登場，京太郎的母親。
過去因身爲二維世界的丈夫因因貝達人的謀略而死，因而將兒子託付給御手洗博士後消失，此後生死不明。
在劇中僅有以幻影形式出現在京太郎的面前。
大川一郎（蔵忠芳 飾）
居住在御手洗家附近的中學生，10歳。
是京太郎和朝子的摯友。
大川千代（岸旗江 飾）
居住在御手洗家附近的鄰居，一郎的母親。
厚木克平（村上不二夫 飾）
毎朝新聞的編集長，京太郎的上司。
淺井（ 渚健二 飾）
毎朝新聞員工，京太郎的同事。

## 镜子超人
本作登場的超級戰士，由鏡京太郎變身成劇人的姿態，能夠飛入周圍鏡子或水面反射的光線中進入二次元，並瞬間轉移到想去的地方。不能飛行，但是能夠靠進入二次元進行瞬間轉移、以光速進行奔跑。能在時間停止的地方活動。弱點是無法長時間在二次元中活動。
- 身高：170厘米- 40公尺
- 體重：70千克- 3萬5千噸

## 声の出演
※ 主な声優関係は仮面ライダーシリーズなどに参加したテアトル・エコーが担当。
- ミラーマンの父：田中信夫（第1・6・14・26・30・49・51話）
- インベーダー：矢田稔（第5話）、納谷悟朗（第8・34・50・51話）、杉山佳寿子（第16話）、中曽根雅夫（第17・26・33話）、槐柳二（第28話）、沢りつお（第29・36話）、谷津勲（第31・38・39話）、辻村真人（第41・42・49話）、平井道子（第43話）、阪脩（第48話）ほか
- その他[2]：八代駿（第1話）、市川治（第19話）、菅原一高（第19話）、山下啓介（第23話）、神谷明（第23話）ほか
- ナレーター：浦野光

## 音楽
冬木透は第二次怪獣ブーム時、ウルトラシリーズ（『ウルトラマンタロウ』を除く）、『ファイヤーマン』といった円谷作品のBGMを担当したが、主題歌を作曲したのは本作のみである。
また、本作のBGMは『ウルトラマンレオ』、『ジャンボーグA』、『ウルトラセブン1999』にも流用されている。

### 主題歌
ミラーマンの唄（オープニング / 第1 - 29話のエンディング）
作詞：東京一 / 作曲・編曲：冬木透 / 歌：植木浩史、ハニー・ナイツ（日本コロムビア SCS-148 ほか、キャニオンとポリドールも同一音源を発売）
戦え! ミラーマン（第30話以降のエンディング）
作詞：東京一 / 作曲・編曲：冬木透 / 歌：石田信之、杉山元、市地洋子、沢井孝子、東京荒川少年少女合唱隊（キングレコード TV(H)-2）

### 挿入歌
SGMの唄
作詞：東京一 / 作曲・編曲：冬木透 / 歌：クール・ミラーズ
朝日に向ってジャンボフェニックス
作詞：清瀬かずほ / 作曲・編曲：冬木透 / 歌：コールフェニックス、東京荒川少年少女合唱隊

## 製作人员
- 監修：円谷一
- 製作人：満田かずほ、淡豊昭、塚原正弘（円谷プロダクション）、春日東（旭通信社）、別所孝治、八百板勉（フジテレビ）[3]
- 音楽：冬木透
- 撮影：後藤武士、町田敏行、永井仙吉
- 撮影助手：石山信雄
- 照明：小林和夫
- 照明助手：吉野典明
- 美術：菊池昭
- 美術助手：篠川正一
- 小道具：上松盛明
- 記録：黒岩美穂子、松丸春代
- 記録助手：大関恒子、関沢孝子、高木久美子
- 助監督：志村広、北村武司、中島俊彦
- 進行：宇根本工、岩坪優、小久保輝吉
- キャラクターデザイン（ノンクレジット）：米谷佳晃、池谷仙克、大沢哲三、高橋昭彦、木目憲悟ほか
- キャラクター造形（ノンクレジット）：開米プロダクション、入江プロダクション[注 3]、高山良策（キティファイヤーのみ）
- 特殊撮影：古市勝嗣、君塚邦彦、永井仙吉
- 撮影助手：関口政雄、天野健一
- 特殊照明：髙椋康夫
- 照明助手：高野和男
- 特殊美術：大沢哲三 ※メカデザインも担当
- 美術助手：寒竹恒雄、管野幸光、木目憲悟
- 操演効果：小川昭二、塚本貞重、中代文雄、白熊栄次、小笠原亀
- 操演助手：岸浦秀一
- 機電：倉方茂雄
- 合成技術：中野稔、飯塚定雄
- 光学撮影：木村金男、宮重道久、兵頭文造、松本和男
- 助監督：吉村善之、大橋和男、松本清孝
- 記録：鈴木桂子、中西邦江
- 制作主任：塚原正弘、設楽正之
- 編集：柳川義博
- 効果：原清康
- 録音：セントラル録音
- 現像：東京現像所
- 広告代理店：旭通信社
- 制作：円谷プロダクション[注 4]

## 漫画

### 1969年版

#### 掲載誌
幼稚園
1969年9月号 - 1970年3月号  森藤よしひろ
小学一年生
1969年9月号 - 1970年3月号 中城けんたろう
小学二年生
1969年9月号 - 1970年3月号、1970年9月増刊号 久松文雄
小学三年生
1969年9月号 - 1970年3月号 久松文雄

### 1971年版

#### 掲載誌
よいこ
森藤よしひろ
幼稚園
林ひさお
小学一年生
1972年1月号、1月増刊号  磯田和一
1972年2月号 - 12月号、9月増刊号 蛭田充
小学二年生
1971年10月号 - 1972年9月号 いいだひろ詩
1972年10月号 - 1972年12月号 かたおか徹治
1972年1月増刊号 内山まもる
小学三年生
1972年1月号 - 1972年7月号 和田じゅんいち
1972年8月号 - 1972年12月号 かたおか徹治
小学四年生
1972年1月号 - 1973年1月号 一峰大二
小学五年生
1972年1月号 - 1972年12月号 今道英治
小学六年生
1972年1月号 - 1972年12月号 古館節夫
小学館BOOK
1972年2月号 - 1972年12月号 蛭田充

## 備註
1. ↑  香港命名為《電光科學人》
2. ↑  『ウルトラマンAGE』 vol.1（辰巳出版・2001年） p.69、73
3. ↑  大全 2004，第252頁.
4. ↑  大全 2004，第240頁.

### 注釈
1. ↑  他作品では挿入歌を手がけたものもある。
2. ↑  ただし、『ジャンボーグA』の音楽を担当しているのは菊池俊輔である。
3. ↑  開米プロの工房が手狭になったため、スタッフが入江プロに出向していた[4]。
4. ↑  エンディングでは「フジテレビ」の名称はクレジットされていない。なお、この後のフジテレビ日曜19:00枠の番組は、1988年3月20日終了の『陽あたり良好!』（アニメ版）まで17年4か月にわたって制作に「フジテレビ」の名称がクレジットされなくなる。
5. ↑  1972年6月号までは同誌で『シルバー仮面』の執筆も兼任していたため、「浅野孝男」名義で執筆していた。